# Jakob Köllhofer

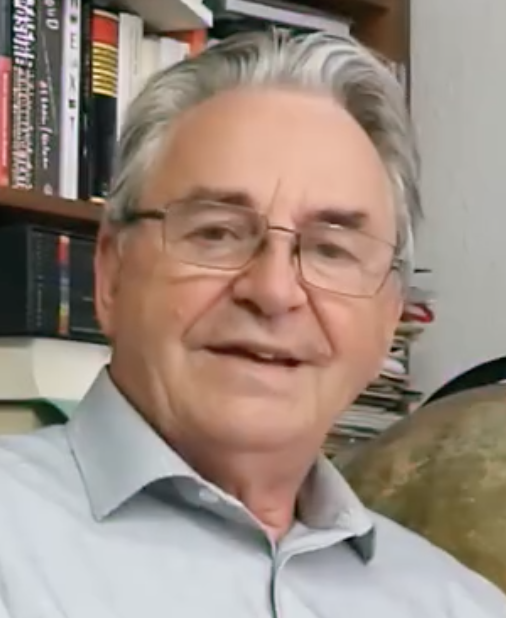
Jakob Köllhofer im Jahr 2018

Jakob Köllhofer (* 26. September 1947 in Kiechlinsbergen in der Nähe von Endingen am Kaiserstuhl) ist ein deutscher Kulturmanager und war langjähriger Leiter des Deutsch-Amerikanischen Instituts (DAI) in Heidelberg.

## Biografie
Jakob Köllhofer ist Sohn eines Winzers und dessen neuntes und jüngstes Kind. Zu den Bekanntschaften seiner Mutter gehörten Albert Schweitzer und Martin Buber. Sein Großvater war Karl Wolfskehl. Köllhofer lebt seit 1970 in Heidelberg und hatte zuvor in Freiburg und England studiert. Köllhofer war bei der Bundeswehr und studierte in Heidelberg Anglistik bei Rudolf Sühnel. In Heidelberg gründete er die Theatergruppe „tags“ am Germanistischen Seminar. Er ist verheiratet mit Peyman Köllhofer.

## Karriere am DAI
1977 begann Köllhofer seine Tätigkeit am Deutsch-Amerikanischen Institut in Heidelberg. Zu seiner ersten Veranstaltung lud er den Ex-Studentenführer Rudi Dutschke ein. Seit 1986 leitete er das DAI als Direktor und Programmleiter. Unter seiner Führung entwickelte sich das DAI zu einem breit aufgestellten Haus der Bildung und Kultur. Heute ist es die zentrale Stätte in Heidelberg für Vorträge oder Diskussionen – und das aus jeder denkbaren Disziplin. Jährlich finden dort etwa 200 Vortrags- und Diskussionsveranstaltungen statt, die rund 40.000 Besucher anziehen. Das Haus wurde lange vom US-amerikanischen Steuerzahler finanziert, seit den 1980er Jahren verabschiedeten sich die US-Amerikaner jedoch schrittweise aus der Förderung. Köllhofer setzte sich stets für einen kritischen Diskurs und die Sensibilisierung für amerikanische Themen ein. Er organisierte zahlreiche Veranstaltungen aus Anlass von Wahlen in den Vereinigten Staaten und lud renommierte Redner wie Richard Sennett, Nelson Polsby und Noam Chomsky ein. Sein Programm behandelte auch europäische Themen sowie Entwicklungen im Nahen Osten. Ein großes Anliegen war Köllhofer die Organisation des Wissenschaftsfestivals „Geist Heidelberg“, das er 2011 gründete und seitdem jährlich ausrichtete. Der Festival-Name erinnert an das auf dem Universitätsgelände der Ruperto Carola in übermannsgroßen roten Lettern aufgestellte universitäre Motto „Dem lebendigen Geist“.

## Auszeichnung
Köllhofer erhielt am 26. November 2016 die Bürgermedaille der Stadt Heidelberg. Oberbürgermeister Eckart Würzner würdigte Köllhofers Verdienste um die Weiterentwicklung des DAI und dessen Bedeutung über die Stadtgrenzen hinaus.

## Abschied vom DAI
Nach fast einem halben Jahrhundert am DAI kündigte Köllhofer seinen Rückzug an. Er erklärte sich bereit, das Institut Ende 2024 im Alter von 76 Jahren zu verlassen. Eine Zukunftskommission wurde eingerichtet, um eine Nachfolge zu finden. Im März 2024 konnte mit Lena Jöhnk eine Nachfolgerin gefunden werden, die am 1. September 2024 ihr Amt angetreten hat.

## Zeitungsartikel von Jakob Köllhofer
- Dem Menschengärtner. Zum Tod des Heidelberger Philologen Rudolf Sühnel, in: FAZ Nr. 20, 24. Januar 2007, S. 38[12]

## Video-Dokumente
- Wer ist Jakob Köllhofer? Biografisches, Elternhaus und über die verschlungenen Wege zur Berufung, im Rahmen des Heidelberger Stadtgesprächs Kultur + Kreativität  – YouTube-Video, 13. Juni 2009[13]
- Das Deutsch - Amerikanische Institut – YouTube-Video, 13. Juni 2009[14]
- Das DAI als Trendradar  – YouTube-Video, 13. Juni 2009[15]
- Krauts zwischen Kreativität, Kameralistik & Kindergarten – Das DAI, Organisation und Beiräte, wie aus der Not der Freundeskreis entstand, über Kameralistik, Kreativität und Kindergärten – YouTube-Video, 13. Juni 2009[16]
- Die Rolle von Heidelberg im globalen Konzert – YouTube-Video, 13. Juni 2009[17]
- Der Funken einer neuen Kultur – YouTube-Video, 13. Juni 2009[18]
- DAI-Direktor rechnet mit Trump ab,  Rhein-Neckar-Fernsehen, 12. Januar 2021[19]